# Chen Jitong
Chen Jitong (1851 Houguan, Čína – 1907), zdvořilostní jméno Jingru, známý také mj. jako Čeng-Ki-Tong, byl čínský politik, diplomat, a spisovatel za dynastie Čching.

## Životopis
Narodil se v Houguan nyní Fuzhou.
V letech 1866–1874 studoval francouzštinu, stavbu lodí a navigaci na Námořní akademii ve Fu-šou. R. 1875 ministr námořních záležitostí Šen-Bao jel do Francie nakoupit lodě a vzal s sebou vynikající studenty akademie, mj. Chen Jitonga. Ten v letech 1878–1880 vystudoval veřejné právo na univerzitě Sciences Po v Paříži. Následně zastával řadu významných funkcí v čchingské zahraniční službě.
Když Chen Jitong sloužil jako diplomat ve Francii, napsal několik děl ve francouzštině a stal se prvním frankofonním čínským autorem.
Později se podílel na plánování Tchajwanské republiky a vypracoval Deklaraci republiky. Po porážce Číny v První čínsko-japonské válce 17. 4. 1895 byl prezidentem Tchajwanské republiky Tang Jingsongem jmenován ministrem zahraničních věcí (25. 5. 1895–6. 6. 1895). Po vylodění japonských jednotek Chen Jitong s Tang Jingsongem opustil Tchaj-wan a odešel do Šanghaje.

## Dílo

### V češtině
- Ochotný Bůh – in: 1000 nejkrásnějších novel... č. 27, úvod František Sekanina, ze sbírky Contes chinos (Čínské pohádky) přeložil z francouzštiny Pavel Projsa, s. 93–100. Praha: J. R. Vilímek, 1912